# 6031 Рьокан
6031 Рьокан (6031 Ryokan) — астероїд головного поясу, відкритий 26 січня 1982 року.
Тіссеранів параметр щодо Юпітера — 3,220.
Названо на честь Рьокана (яп. りょうかん(良寛) рьо: кан).